# 62 Pułk Artylerii Przeciwlotniczej
62 Pułk Artylerii Przeciwlotniczej (62 paplot) – oddział artylerii przeciwlotniczej małego kalibru ludowego Wojska Polskiego.
Pułk został sformowany w 1951 roku, w Leśnicy, w składzie 11 Dywizji Artylerii Przeciwlotniczej. Wiosną 1957 roku, w ramach kolejnej redukcji, jednostka została rozformowana.

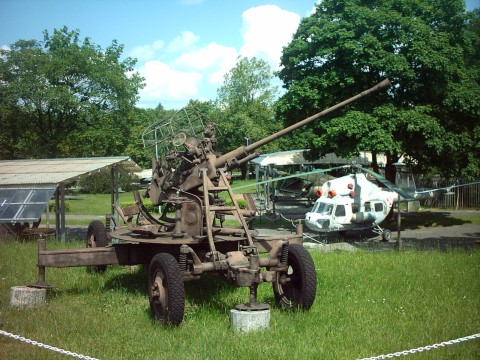
37 mm armata plot wz. 1939

## Struktura organizacyjna
- dowództwo i sztab
- pluton dowodzenia
- 4 x baterie artylerii przeciwlotniczej
  - drużyna dowodzenia
  - 3 x plutony ogniowe po dwie 37 mm armaty plot wz. 1939

## Dowódcy pułku
- ppłk Motak